# BYD Auto
BYD Auto (укр. Бівайді Авто, Build Your Dreams) — виробник автомобілів, розташований у Шеньчжені, Китай. BYD Auto є дочірньою компанією фірми BYD Company Ltd. 
BYD Company в Китаї є найбільшим виробником батарей до мобільних телефонів. У 2003 році компанія купила збанкрутілого китайського виробника авто «Qingchuan» (Сичуань), автоматично з ліцензією на випуск авто, що дало можливість інвестувати кошти у новий вид діяльності.
Від Qingchuan компанія успадкувала модель «Flyer». Першою власною розробкою була модель F3, що вийшла дуже вдалою.

## Історія

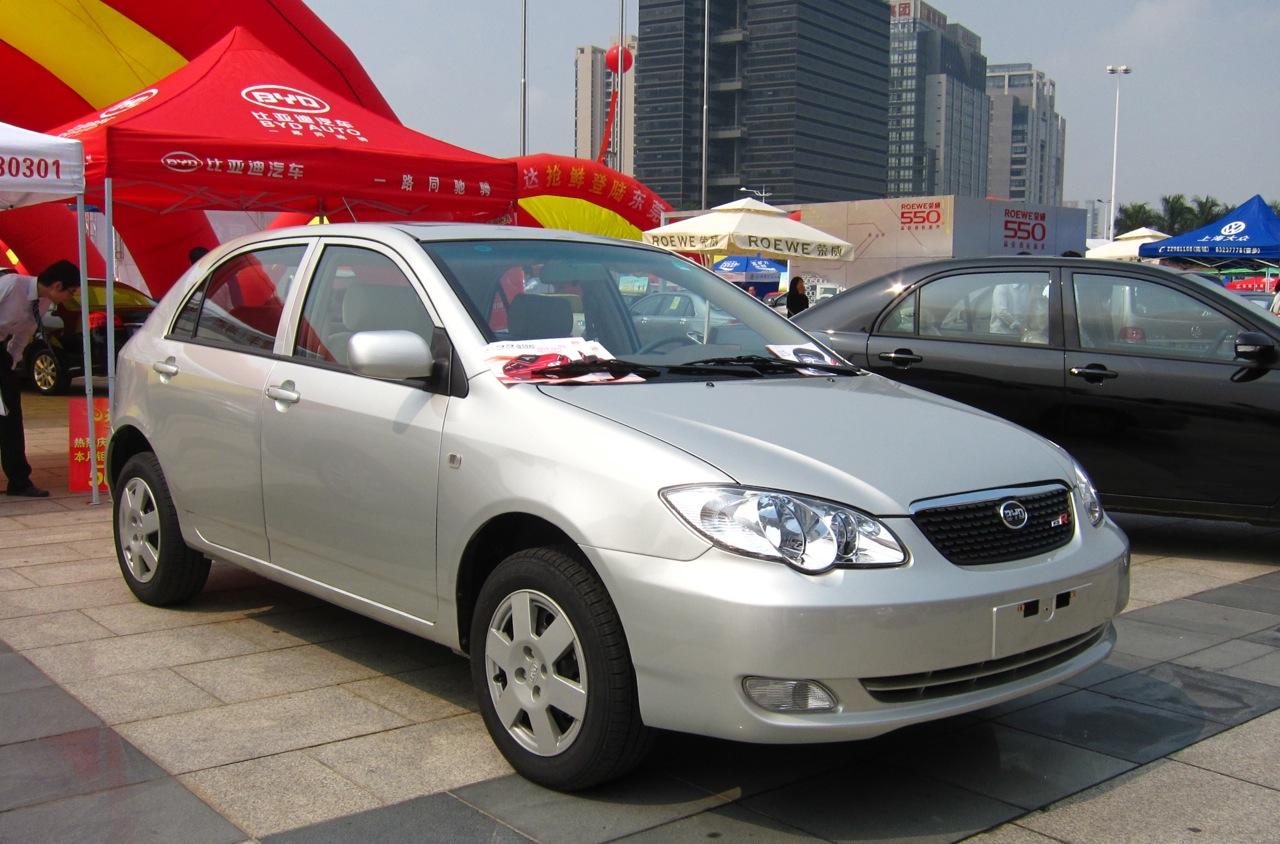
BYD F3R

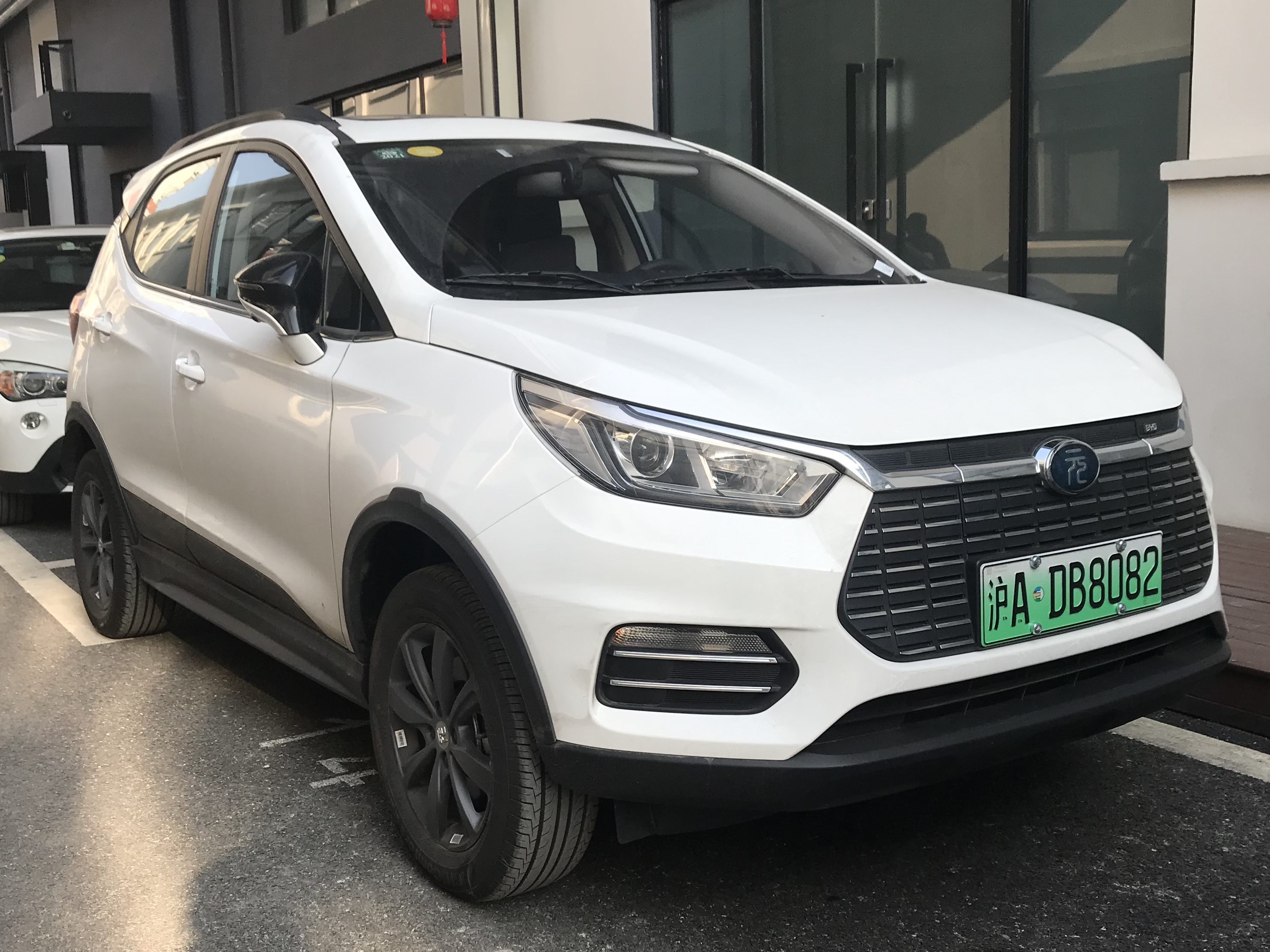
BYD Yuan

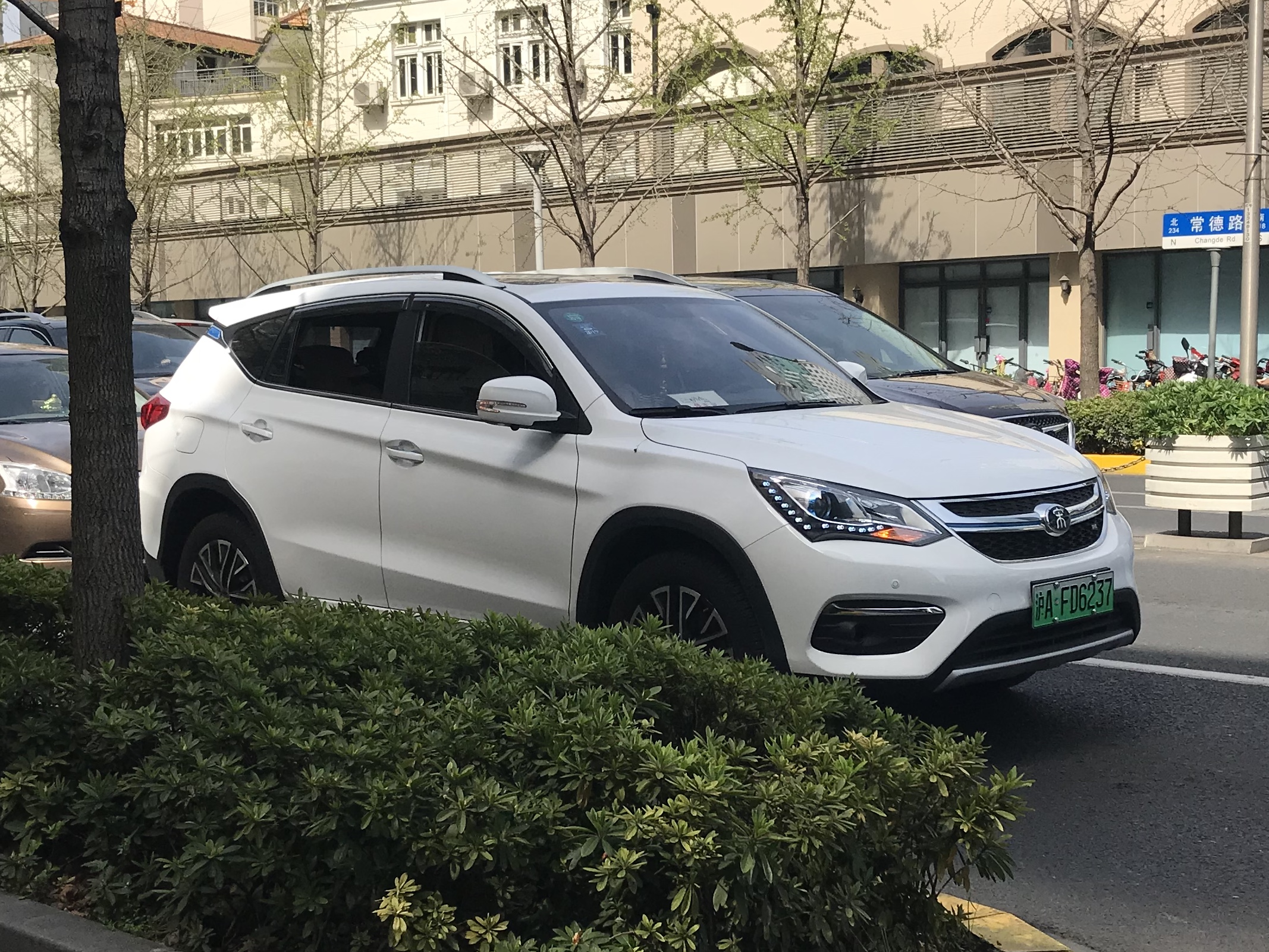
BYD Song EV400

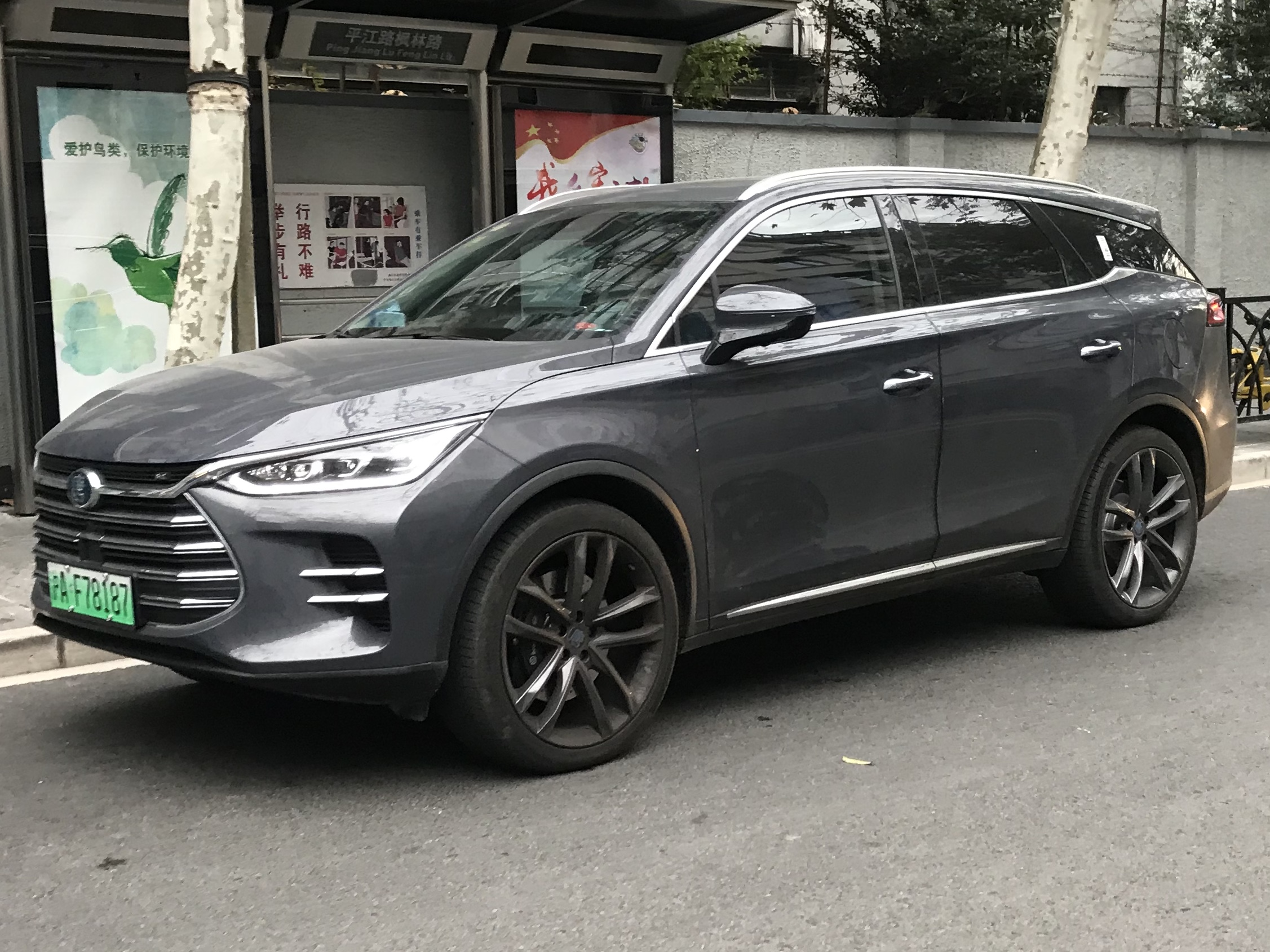
BYD Tang II

Корпорація BYD була заснована в 1995 році як виробник акумуляторних батарей. BYD Co., Ltd (BYD) спеціалізується на IT-технологіях, автомобілях та альтернативних видах енергії. Сьогодні є світовим лідером з виробництва акумуляторів та систем збереження енергії.
З 2003 року, разом із випуском акумуляторів, BYD AUTO випускає автомобілі та електромобілі, а також автомобільні запчастини, поєднуючи високу якість та інновації за доступну ціну. Так, за кілька років седан BYD F3 було продано понад 700 000 штук по всьому світу. BYD — єдиний китайський автовиробник, який експонує свої авто на Женевському автосалоні та має представництва на всіх континентах. Виробничі потужності розташовано в Китаї, країнах Європи та Японії.
З 2008 року компанія серійно виробляє та продає гібридні авто, з 2009-го започатковано виробництво електромобілів, а вже з 2010 розпочато спільний проєкт по виробництву електромобілів із Daimler AG. У 2009 році одним з ключових акціонерів BYD став американський мультимільярдер Воррен Баффет.
У 2008 році Воррен Баффет інвестував $232 мільйони в BYD, що еквівалентно приблизно 10 % акцій. У 2010 році BYD і Daimler AG вклали 600 млн юанів ($ 88 млн) в електричні автомобілі, створивши спільне підприємство у Китаї.
У 2010 році компанією було вироблено більше ніж півмільйона авто, BYD посіла 1-ше місце в списку найбільш технологічних компаній світу (за версією Business Week), випередивши таких гігантів як Apple і Google, і зайнявши 2-ге місце серед автомобільних компаній, попереду Ford, Volkswagen та BMW. Протягом 2010—2011 років було підписано договори про співпрацю з урядовими організаціями європейських країн.
Також BYD є ексклюзивним постачальником Універсіади, що проходила в м. Шеньчжень в 2011 році.
Своєю місією BYD вибрала використання новітніх технологій для створення високоякісних і екологічних товарів. BYD робить акцент на чистих і найефективніших джерелах енергії, здійснюючи так звані «3 зелені мрії»: використання сонячної енергії, енергозбереження та електрифікація транспорту. Девізом продукції BYD є формула «основа — технології, орієнтація — на інновації». BYD фокусується на інноваціях і намагається вдосконалити вироблені товари, щоб вони поліпшували світ.
Наразі, модельний ряд BYD нараховує 17 моделей, включаючи електромобіль e6, електроавтобус К9 і 3 гібридні моделі легкових авто, та їхня кількість постійно зростає. А в Україні вже у 2011 році представлені 6 моделей А, С, С-high, E та SUV класів.
Офіційним представником в Україні бренду BYD є компанія ТОВ «Automotive Europe Corporation» (AEC). В Україні у кінці жовтня були представлені 6 моделей А, С-high, E і SUV класів: F0, F3, F3R, F6, G3, S6. Автомобілі BYD сучасні, надійні в експлуатації, вони мають просторий салон і багату комплектацію. На весь модельний ряд BYD надається гарантія на всі вузли та агрегати: 100 000 км пробігу або 3 роки експлуатації.
У 2020 році компанія зайняла третє місце після Tesla Inc. та Volkswagen серед виробників електромобілів.
У червні 2022 року BYD Auto оголосила, що продала близько 641 000 електромобілів у першій половині 2022 року, обігнавши Tesla та ставши найбільшим виробником електромобілів у світі. У вересні 2022 року компанія стала першим виробником автомобілів у світі, який досяг 1 000 000 продажів на рік.

## Глобальне покриття
На основі міжнародного управління та експлуатації, відмінної якості та сервісу, компанія BYD створила глобальну мережу маркетингу в Європі, США, Японії, Південній Кореї, Індії та інших країнах.

## Оборот
BYD підтримує надзвичайні темпи росту з моменту свого заснування з 1995 року. Наприкінці 2010 року оборот BYD досяг 46 млрд юанів (6,8 млрд дол. США), що приблизно в 18 400 разів вище, ніж становили початкові інвестиції 2500000 юанів (388 тисяч доларів США).

## Промислові підприємства
До кінця 2010 року компанія BYD побудувала 11 заводів по всьому Китаю з площею понад 15 мільйонів квадратних метрів.
- Завод в м. Сіань. Майже 5 030 000 м²
- Завод в м. Шанло. Майже 270 000 м²
- Завод в м. Чанша. Майже 2 607 000 м²
- Завод в м. Шаогуань. Майже 910 000 м²
- Завод в м. Куйчун. Майже 400 000 м²
- Завод в м. Пекін. Майже 190 000 м²
- Завод в м. Шанхай. Майже 570 000 м²
- Завод в м. Нінбо. Майже 130 000 м²
- Завод в м. Хуйчжоу. Майже 1 696 000 м²
- Завод в Шеньчжень Баолун. Майже 1 160 000 м²
- Завод в Шеньчжень Піншань (Центральний офіс). Майже 2 670 000 м²

У 2018 році має бути завершене спорудження заводу в провінції Цінхай з виготовлення електричних акумуляторів за технологією LiFePO4 (літій-залізо-фосфатний акумулятор) у формі призми. Нова фабрика повинна випускати акумуляторів сукупним обсягом 24 ГВат·год на рік. За версією компанії, це буде найбільша фабрика з виробництва електричних акумуляторів у світі. Таким чином компанія збільшить власні можливості з виробництва акумуляторів до близько 60 ГВат·год на рік.

## Моделі
- BYD Qin
- BYD Song
- BYD Han
- BYD Tang
- BYD Xia
- BYD Seagull
- BYD Dolphin
- BYD Seal
- BYD Seal 05 DM-i
- BYD Seal 06 DM-i
- BYD Seal 06 GT
- BYD Sealion 05 DM-i
- BYD Sealion 07
- BYD Shark
- BYD Frigate 07
- BYD e2
- BYD e3
- BYD e6
- BYD e9
- BYD M6
- BYD D1
- BYD E-Vali